# Madhava của Sangamagrama
Madhava của Sangamagrama (tiếng Malayalam:സംഗമഗ്രാമ മാധവൻSaṅgamagrāma Mādhavan, tiếng Sankrit: संगमग्राम के माधव, Saṅgamagrāma kē Mādhava; khoảng 1340-1425), là một nhà toán học, thiên văn học người Ấn Độ đến từ thành phố Sangamagrama (ngày nay là Irinjalakuda) gần Cochin, Kerala, Ấn Độ. Ông là người sáng lập trường phái thiên văn - toán học Kerala. Ông được xem là người đầu tiên sử dụng các phép xấp xỉ chuỗi vô hạn cho một số hàm lượng giác, góp phần mở đường cho ngành Giải tích. Ông được cho là người đầu tiên dùng chuỗi vô hạn để tính toán số π.